# Aleksandr Kulagin
Aleksandr Viktorovitj Kulagin (på russisk: Александр Викторович Кулагин) (født 29. juni 1954 i Kaliningrad) er en russisk tidligere roer og dobbelt verdensmester.

## Rokarriere
Kulagin roede først toer uden styrmand og blev i denne båd sammen med Vitalij Jelisejev verdensmester i 1977. Sammen med Jelisejev kom han senere med i den sovjetiske firer uden styrmand ved OL 1980 i Moskva sammen med Valerij Dolinin og Aleksej Kamkin, hvor DDR var favoritter; de stillede op som verdensmestre fra året forinden. De to nationer vandt deres indledende heats, og i finalen var DDR hurtigst fra start og holdt føringen hele vejen, mens Sovjetunionen derefter var klart foran Storbritannien på tredjepladsen.
Kulagin fortsatte i fireren uden styrmand, og med samme besætning vandt Sovjetunionen VM-guld i 1981 og -sølv i 1982, mens Kulagin var eneste genganger ved VM i 1983, hvor det også blev til sovjetisk sølv.

## OL-medaljer
- 1980:  Sølv i firer uden styrmand